# Женщина и четверо её мужчин
«Женщина и четверо её мужчин» (лит. Moteris ir keturi jos vyrai) — фильм по мотивам новеллы Хольгера Дракмана «Роман в дюнах».

## Сюжет
Действие происходит в конце XIX века. Герои — Отец и два его сына — живут в бедном рыбацком посёлке на берегу Балтийского моря. Муж Женщины погибает в море, Отец находит утопленника. Женщина приходит в дом к Отцу. Его старший сын по истечении положенного срока женится на вдове. Он отправляется на поиски работы, чтобы оплатить отцовский долг, но по дороге погибает от рук убийцы. Его младший брат в свою очередь берёт в жёны Женщину. Он работает спасателем и однажды погибает во время шторма. В семье остался один взрослый мужчина — отец первого мужа Женщины, он сидит в тюрьме. Как единственного кормильца его освобождают, теперь Женщина — его жена и им предстоит тяжёлая борьба с нищетой.

## В ролях
- Юрате Онайтите — Женщина
- Антанас Шурна — Отец
- Видас Петкявичюс — Старший сын
- Саулюс Баландис — Младший сын
- Повилас Гайдис
- Костас Сморигинас
- Олита Даутартайте
- Йонас Пакулис
- Лев Лемке
- Геннадий Богачёв
- В. Яковлев
- Витаутас Паукште
- Эдуардас Кунавичюс — Хундер, хозяин корчмы

## Съёмочная группа
- Альгимантас Пуйпа — режиссёр, сценарист
- Йонас Томашявичюс — оператор
- Альгирдас Ничюс — художник-постановщик
- Йозас Ширвинскас — композитор
- Пятрас Липейка — звукорежиссёр

## Фестивали и призы
- Приз актрисе Ю.Онайтите, признан лучшим фильмом Всесоюзная неделя-смотр молодых кинематографистов в Кишиневе—83;
- Приз и диплом актрисе Ю.Онайтите, художнику А.Ничюсу на Всесоюзном кинофестивале 1984 года.